# هيلتونيا
هيلتونيا (بالإنجليزية: Hiltonia, Georgia)‏ هي مدينة تقع في مقاطعة سكريفين، جورجيا بولاية جورجيا في الولايات المتحدة. تبلغ مساحة هذه المدينة 4.5 (كم²)، وترتفع عن سطح البحر 55 م، بلغ عدد سكانها 369 نسمة في عام 2010 حسب إحصاء مكتب تعداد الولايات المتحدة.

## وصلات خارجية
- Cities & Counties - Georgia.gov